# وحدة معالجة الفيزياء

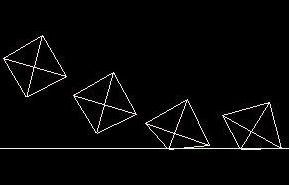

وحدة معالجة الفيزياء (و م ف) (بالإنجليزية: Physics processing unit PPU)‏ و هو نوع من المعالج الصغري مكرّس فقط لمعالجة عمليات حساب الفيزياء، و خصوصا في المحرك الفيزيائي لألعاب فيديو. و من العمليات الحسابية التي يعالجها ديناميكا الموائع ، كشف الاصتدام ، دينامكية الأجسام الطرية ، دينامكية الأجسام القاسية ، محاكات حركة الشعر والملابس، طريقة العناصر المنتهية و انكسار الأجسام. وإن الفكرة من ورائه هو تخفيف الضغط حساب هذه العمليات الحسابية عن وحدة المعالجة المركزية، مثل ما تحول وحدة معالجة الرسوميات معالجة الرسوميات عن وحدة المعالجة المركزية.
و إنّ شركة أجيا (Ageia) هي التي أتت بالاسم لتفسير ما عمل رقاقتهم فيسيكس (PhysX) للمستهلكين. و هناك بعض من هذه التكنلوجيات موجودة في وحدات المعالجة المركزية و وحدات معالجة الرسوميات ولكن وحدة أجيا فيسيكس هي أول وحدة متكاملة وشاملة ومسوقة وموضوعة في رقاقة واحدة مُسمات وحدة معالجة الفيزياء.